# Mohamed Fofana (calciatore 21 ottobre 1985)
Mohamed Fofana (Conakry, 21 ottobre 1985) è un ex calciatore guineano, di ruolo centrocampista.